# Bismarck Barreto Faria
Bismarck Barreto Faria, brazilski nogometaš, * 17. september 1969.
Za brazilsko reprezentanco je odigral 13 uradnih tekem in dosegel en gol.